# Carlina vayredrae
Carlina vayredrae là một loài thực vật có hoa trong họ Cúc. Loài này được Gaut. mô tả khoa học đầu tiên năm 1897.